# 風早公長
風早公長（かざはや きみなが、寛文5年（1665年）8月9日 - 享保8年（1723年）1月28日）は、江戸時代前期の公卿。別名は風早公寛、風早公前。

## 官歴
- 延宝6年（1678年）：従五位下、左京権大夫
- 延宝8年（1680年）：従五位上
- 天和3年（1683年）：正五位下、侍従
- 貞享元年（1684年）：右少将
- 貞享4年（1687年）：従四位下
- 元禄元年（1688年）：左中将
- 元禄4年（1691年）：従四位上
- 元禄8年（1695年）：正四位下
- 元禄13年（1700年）：従三位
- 宝永3年（1706年）：正三位
- 正徳元年（1711年）：参議
- 正徳2年（1712年）：踏歌外弁
- 享保元年（1716年）：東照宮奉幣使
- 享保4年（1719年）：従二位

## 系譜
- 父：風早実種
- 子：風早実積